# Ernesto Pedernera
Ernesto Ceferino Pedernera (Luján de Cuyo, 9 de enero de 1980) es un exfutbolista y entrenador argentino. 

## Trayectoria

### Como jugador

#### Inicios
Pedernera debutó en Luján Sport Club en 1998 con 20 años tras una temporadas en el club granate sus grandes actuaciones lo llevaron a que varias personas y entrenadores le recomendaron que fuera a probar suerte para jugar en Primera División, dejando la institución mendocina a muy temprana edad.
En 1999, realizó una prueba exitosa en Independiente donde quedó en el equipo, pero solamente llegó a jugar en la reserva del equipo de Avellaneda. En la mitad del año 2000, se marchó a Chacarita Juniors en busca de poder sumar minutos en primera.El 18 de febrero de 2001, se produjo su debut durante un encuentro contra Newell's Old Boys ingresando a los 87 minutos en reemplazo de Hugo Brizuela.

#### Etapas fallidas
En agosto de 2004, se fue a España para jugar en el Terrassa, llegando a compartir entrenamientos con Pep Guardiola.Sin embargo, por problemas personales tuvo que dejar el club español sin debutar oficialmente y regresar a Argentina.
En julio de 2005, estuvo a prueba en Unión de Santa Fe.No obstante, su rendimiento en los partidos amistosos no convenció por lo que el club desistió de su contratación.

#### Últimos años
A principios de 2006, decidió volver a ciudad natal para jugar en Luján de Cuyo, aunque el club no se encontraba en actividad ya que se había fusionado con Academia Chacras de Coria Fútbol y el Club Mayor Drummond conformando así la Asociación Atlética Luján de Cuyo. Finalmente, tras la disolución de Luján de Cuyo, el club mendocino vuelve a denominarse Luján Sport Club.Allí, jugó hasta el 2013 cuando se retiró de la actividad futbolística a los 33 años.

### Como entrenador
Tras su retiro, Pedernera se incorporó a Godoy Cruz como entrenador de la sexta división.El 7 de agosto de 2023, quedó a cargo de la reserva del club mendocino.El 20 de noviembre de 2024, asumió de manera interina al frente del primer equipo, en reemplazo de Daniel Oldrá.A partir de los buenos resultados obtenidos, y la clasificación a la Copa Sudamericana, fue ratificado en su cargo en el mes de diciembre.Sin embargo, en febrero de 2025, el club hizo oficial su salida después de un mal comienzo en la temporada.

## Clubes

### Como jugador
| Club              | País      | Año       |
| ----------------- | --------- | --------- |
| Luján de Cuyo     | Argentina | 1998-1999 |
| Independiente     | Argentina | 1999-2000 |
| Chacarita Juniors | Argentina | 2000-2004 |
| Luján de Cuyo     | Argentina | 2006-2011 |
| Luján Sport Club  | Argentina | 2011-2013 |

### Como entrenador
| Club       | País      | Año       | PJ | PG | PE | PP | GF | GC | DG | Rendimiento |
| ---------- | --------- | --------- | -- | -- | -- | -- | -- | -- | -- | ----------- |
| Godoy Cruz | Argentina | 2024-2025 | 9  | 3  | 3  | 3  | 10 | 9  | +1 | 44.44%      |
| Total      | Total     | Total     | 9  | 3  | 3  | 3  | 10 | 9  | +1 | 44.44%      |